# Цеймерны
Цеймерны, фон — баронский род.

## Происхождение и история рода
Внесён в матрикул лифляндского дворянства в 1747 г. Родоначальник его — ландрат Каспар Цеймерн (1613—1692). Карл-Эрнест (1730—1791) был бригадиром голштинских войск императора Петра III, наименовавшего его в своём рескрипте бароном.
Другая ветвь рода Цеймернов, тоже из лифляндских дворян, была утверждена в потомственном дворянстве в лице сенатора Максима Карловича Цеймерна (1802—1882). Потомство Максима Карловича Цеймерна (в том числе Николай Максимович) внесено в VI часть родословной книги Гродненской губернии, а потомство брата его Николая (1800—1875), генерал-лейтенанта, участника в борьбе против кавказских горцев — во II часть родословной книги Харьковской губернии.

## Описание герба
В голубом поле между двух пятиконечных серебряных звезд двойной серебряный пояс.
Щит увенчан дворянским шлемом с серебряно-голубым бурелетом. Нашлемник — две возникающие в серебряных латах руки, держащие в ладонях серебряную пятиконечную звезду. Намет голубой с серебром.